# Renger van der Zande
Renger Van der Zande, né le 16 février 1986 à Dodewaard, est un pilote automobile néerlandais.

## Biographie
Le 27 janvier 2019, il remporte les 24 Heures de Daytona avec Fernando Alonso, Kamui Kobayashi et Jordan Taylor à bord de la Cadillac n°10 du Wayne-Taylor Racing.

## Carrière automobile
- 2004 : Formule Renault 2000 Pays-Bas, 7e
- 2005 : Formule Renault 2000 Pays-Bas, champion (4 victoires)
  - Championnat d'Allemagne de Formule Renault, 5e (4 victoires)
- 2006 : Championnat d'Allemagne de Formule 3, 4e
- 2007 : Formule 3 Euroseries, 11e (1 victoire)
- 2008 : Formule 3 Euroseries, 4e (2 victoires)
- 2009 : Championnat de Grande-Bretagne de Formule 3, 3e avec 5 Pole Positions et 3 victoires
  - Formule 3 Euroseries, 1 victoire
- 2010 : GP3 Series, avec Mücke Motorsports
- 2011 : Deutsche Tourenwagen Masters, avec Persson Motorsport
- 2014 : United SportsCar Championship, avec Starworks Motorsport, 2e (3 victoires)
- 2015 : United SportsCar Championship , avec Starworks Motorsport, 5e (2 victoires)
- 2016 : WeatherTech SportsCar Championship, avec Starworks Motorsport, champion (4 victoires)
  - 24 heures du Nürburgring, avec HTP Motorsport GmbH, 2e
- 2017 : WeatherTech SportsCar Championship, avec VisitFlorida.com Racing, 7e
- 2018 : WeatherTech SportsCar Championship, avec Wayne Taylor Racing, 3e (1 victoire)
- 2019 : WeatherTech SportsCar Championship, avec Wayne Taylor Racing, 4e (1 victoire)
- 2020 : WeatherTech SportsCar Championship, avec Wayne Taylor Racing, 2e (2 victoires)
- 2021 : WeatherTech SportsCar Championship, avec Cadillac Chip Ganassi Racing, 4e (1 victoire)
- 2022 : WeatherTech SportsCar Championship, avec Cadillac Racing, 3e (3 victoire)
- 2022 : WeatherTech SportsCar Championship, avec Cadillac Racing